# Tehno
Tehno (iz angl. Techno) je glasbena zvrst elektronske plesne glasbe (EDM), ki se je začela razvijati konec sedemdesetih let 20. stoletja.
Značilnost sloga je hiter 4/4 takt, ki mu sledi najprej takt pavze, nato pa hitro pospešeno nizanje sekvenc malega bobna. Tempo se pogosto giblje med 120 in 150 utripov na minuto (bpm). Tehno bolj poudarja ritem kot druge glasbene parametre, zanj pa je značilno tudi splošno sprejemanje kreativne uporabe tehnologije za produkcijo glasbe. 
Uporaba izraza tehno za označevanje elektronske glasbe izvira iz Nemčije, iz zgodnjih osemdesetih let 20. stoletja. Leta 1988, po izidu kompilacije Techno! The New Dance Sound of Detroit, se je izraz začel povezovati z obliko elektronske plesne glasbe, proizvedene v Detroitu. Detroitski tehno je nastal kot rezultat mešanja synth-popa z afroameriškimi stili, kot so house, electro in funk. Pomemben je bil tudi vpliv futurističnih in znanstvenofantastičnih tem, pri čemer je bila pomembna knjiga Alvina Tofflerja Tretji val. Glasba, ki so jo sredi osemdesetih let ustvarili Juan Atkins, Derrick May in Kevin Saunderson (skupaj znani kot The Belleville Three), velja za prvi val tehna. Po uspehu house glasbe v številnih evropskih državah je tehno postal priljubljen v Združenem kraljestvu, Nemčiji, Belgiji in na Nizozemskem. V Evropi so se hitro razvile regionalne različice in nastalo so številne podzvrsti. Rast priljubljenosti tehna v Evropi med letoma 1988 in 1992 je bila v veliki meri posledica pojava rave scene in cvetoče klubske kulture. 
Tehno se je v poznih osemdesetih in zgodnjih devetdesetih letih 20. stoletja razvijal do te mere, da je bil zelo širok spekter različnih žanrov poimenovan kot tehno. Pojem je vključeval mnogo izvajalcev, od razmeroma popovsko usmerjenih skupin do izrazito antikomercialnih ustvarjalcev.  
Danes se v tem žanru občasno ustvarjajo komercialno uspešne in mainstreamovske skladbe, vendar je imel sam žanr tudi znaten vpliv na številna druga področja glasbe. Mnogi uveljavljeni izvajalci, na primer Madonna in U2, so se v želji, da bi bili videti relevantni, ukvarjali s plesno glasbo, vendar so takšna prizadevanja le redko dokazala pristno razumevanje ali spoštovanje izvora tehna. 

## Najbolj prepoznavna imena tehno glasbe
- Carl Cox

- Paul Kalkbrenner

- Boris Brejcha

- Adam Beyer

- Jeff Mills

- Amelie Lens

- Charlotte de Witte

- Nina Kraviz

- Deborah De Luca

- Alan Fitzpatrick

- Apparat

- Joris Voorn

- Fergie

## Največji tehnofestivali v Evropi
- Love Parade Nemčija 1989 - 2003: http://www.loveparade.de/ Arhivirano 2004-03-04 na Wayback Machine.
- Castlemorton VB 1991
- Fantazia VB 1991-1993 http://www.fantazia.org.uk
- Rezerection VB 1990 - danes: http://www.rezerection.net/
- Heaven On Earth Northampton, VB 1991
- Mayday Nemčija 1991 - danes: http://www.mayday.de/
- Nature One Nemčija 1995 - danes: http://www.nature-one.de/
- G-Move Nemčija 1995 - danes: http://www.gmove.de/
- Tunnel Rave Nemčija 1995 - 2001: http://www.1200bpm.de/ Arhivirano 2005-07-29 na Wayback Machine.
- Time Warp Nemčija 1995 - danes: http://www.time-warp.de/
- Mysteryland Nizozemska 1993 - danes: http://www.mysteryland.com/
- Dance Valley Nizozemska 1994 - danes: http://www.dancevalley.nl/
- Rave on Snow Avstrija 1993 - danes: http://www.raveonsnow.de Arhivirano 2018-08-31 na Wayback Machine.
- Rave and Cruise Mediteran 1997 - 2001
- Genesis'88 1988-1990 - London VB - danes: http://groups.yahoo.com/group/acidhouse88/ Arhivirano 2012-10-23 na Wayback Machine.

## Podzvrsti
- Hardgroove techno
- Hardcore techno
- Acid techno
- Ambient techno
- Detroit techno
- Jtek
- Minimal techno
- Schranz
- Industrial techno
- Dub techno
- Peak time techno
- Dark techno